# Pierre Victurnien Vergniaud
Pierre Victurnien Vergniaud (Limoges, 31 maggio 1753 – Parigi, 31 ottobre 1793) è stato un avvocato, politico e rivoluzionario francese.
Deputato nel 1791 e membro della Convenzione, brillante oratore, votò la condanna a morte del re mentre segretamente cercava di salvargli la vita. Accusato di tradimento insieme ai suoi compagni della Gironda, finì sulla ghigliottina.

## Biografia
Figlio di Pierre, fornitore dell'esercito, e di Catherine Baubiat, studiò privatamente a Limoges con un gesuita, poi a Parigi nel Collegio du Plessis e infine si laureò in legge a Bordeaux. Protetto da Turgot, nel 1781 divenne avvocato del Parlamento.
Sostenitore della Rivoluzione, la città di Bordeaux lo nominò amministratore della Gironda ed il 31 agosto 1791 fu eletto deputato all'Assemblea legislativa di Parigi di cui assunse spesso la presidenza. Appoggiò le rivendicazioni del Terzo Stato e auspicò una Francia a monarchia costituzionale, tanto più quando al governo andarono i suoi colleghi girondini.
Anche quando, il 13 giugno 1792, i ministri girondini Roland, Clavière e Servan furono destituiti e si sospettarono maneggi della corte in accordo con le potenze nemiche, dalla tribuna fu contrario a prendere provvedimenti contro Luigi XVI e in una lettera riservata scritta con Gensonné e Guadet gli promise protezione in cambio della riassunzione dei girondini.
Con l'insurrezione del 10 agosto Vergniaud dovette dichiarare la decadenza del re, intanto che cercava di combattere l'influenza della Comune popolare. Il 5 settembre fu eletto alla Convenzione e ne fu nominato segretario con Brissot, Guadet e Condorcet. Quando comprese che Luigi XVI non poteva essere salvato, si pronunciò per la pena di morte e, in quanto presidente, lesse la sentenza.
Il tradimento di Dumouriez coinvolse i girondini e Vergniaud e altri 21 deputati furono arrestati il 2 giugno 1793. Lasciato libero in attesa del processo, rifiutò di fuggire e davanti al tribunale pronunciò la frase divenuta celebre: «La Rivoluzione è come Saturno: divora i suoi figli». Condannato a morte il 30 ottobre, fu ghigliottinato il giorno dopo. Insieme al suo ex leader Jacques Pierre Brissot ed altri esponenti della Gironda, Vergniaud venne inumato in una fossa comune del vecchio Cimitero della Madeleine.

## Cultura di massa
Pierre Victurnien Vergniaud è stato interpretato dall'attore Steve Gadler nella miniserie televisiva La rivoluzione francese (1989).